# Gonolobus megalocarpus
Gonolobus megalocarpus là một loài thực vật có hoa trong họ La bố ma. Loài này được Paul G.Wilson mô tả khoa học đầu tiên năm 1958.